# Greit (Lindau)
Greit (mundartlich: Greit) ist ein Gemeindeteil der bayerisch-schwäbischen Großen Kreisstadt Lindau (Bodensee).

## Geografie
Der Weiler liegt circa sechs Kilometer nördlich der Lindauer Insel.

## Ortsname
Der Ortsname stammt vom mittelhochdeutschen Wort geriute für Stück Land, das durch roden urbar gemacht wurde.

## Geschichte
Greit wurde erstmals urkundlich Ende des 15. Jahrhunderts als Ghrúth erwähnt. Im Jahr 1626 wurden vier Häuser in Greit gezählt, im Jahr 1818 drei Wohngebäude. Der Ort gehörte einst zum äußeren Gericht der Reichsstadt Lindau und später zur Gemeinde Oberreitnau, die 1971 in der Gemeinde Reitnau aufging, welche ihrerseits 1976 in die Stadt Lindau eingemeindet wurde.